# Феофан Исповедник
Феофа́н Испове́дник (ср.-греч. Θεοφανής Ομολογητής, лат. Theophanes Confessor) или  Феофа́н Сигриа́нский (ср.-греч. Θεοφανής Σιγριανής; ок. 760—818) — византийский монах, летописец, почитается православной церковью как преподобный, исповедник. Память 12 (25) марта. Биография его известна из «Жития святого Феофана Исповедника» пера патриарха Мефодия (843—847), а также из его собственного произведения «Хронография».

## Ранние годы
Феофан Исповедник родился около 760 года в Константинополе в знатной семье, придерживавшейся иконопочитания. Отец Феофана, Исаак, был в родстве с византийским императором Львом III Исавром и, несмотря на религиозные расхождения, находился в таком доверии у императора-иконоборца Константина V, что тот назначил Исаака стратигом фемы Эгейского моря, а впоследствии лично заботился о том, чтобы рано осиротевший Феофан получил хорошее образование.
Как и его отец, Феофан избрал карьеру чиновника и довольно быстро преуспел: при Льве IV Хазаре он, несмотря на свою молодость, был назначен стратором, а вскоре, вслед за этим, получил титул спафария. При том же императоре Феофан вступил в брак с Мегало, дочерью византийского патриция Льва. Однако по согласию с невестой Феофан сохранил целомудрие, желая принять монашество.

## Постриг
Посетив однажды с супругой монастыри в Сигрианской области (Малая Азия), Феофан встретил старца Григория Стратигия, который предсказал супруге Феофана, что её муж будет удостоен мученического венца. Через некоторое время супруга Феофана была пострижена в монахини в одном из монастырей Вифинии, а Феофан принял иноческий постриг от старца Григория.
По благословению старца Феофан устроил монастырь на острове Калоним в Мраморном море и затворился в келии, занимаясь переписыванием книг богословского содержания. В этом занятии Феофан достиг высокого мастерства. Феофан основал ещё один монастырь в Сигрианской области, в месте, называемом «Великое Село» (или — «Великое Поле») на побережье Мраморного моря, между Кизиком и устьем Риндака, и стал его игуменом. Преподобный сам принимал участие во всех монастырских работах и для всех был примером трудолюбия и подвига. Ему приписывается дар чудотворения: исцеление болезней и изгнание бесов.

## Седьмой Вселенский Собор
В 787 году в Никее собрался Второй Никейский собор, который осудил иконоборчество. Житие указывает, что Феофан принимал участие в Соборе, но имени его не встречается среди игуменов и архимандритов, подписавших деяния собора. В противоположность студитам, он занимал примиренческую позицию патриарха святителя Тарасия в разногласиях, вызванных в Церкви расторжением брака Константина VI.

## Смерть
В возрасте 50 лет Феофан тяжело заболел, и болезнь уже не оставляла его до самой смерти. В 818 году император Лев V Армянин, возобновивший иконоборчество, вызвал Феофана в Константинополь и убеждал отречься от почитания икон, а после отказа приказал заключить его в тюрьму. Обитель «Великое Село» была сожжена. Пробыв в темнице 23 дня, Феофан скончался.
По другим источникам, после годичного заключения Феофана сослали на о. Самофракию, где он вскоре и умер. После смерти Льва Армянина обитель «Великое Село» была восстановлена, и туда были перенесены мощи Феофана.

## Хронография
Единственное сочинение Феофана — «Хронография» («Жизнеописания византийских царей») было составлено им как продолжение оставшейся незаконченной всемирной хроники его друга Георгия Синкела, по настоятельной просьбе последнего. Хотя Феофан и подчёркивает случайность своего обращения к истории (он уступил лишь просьбам умирающего Георгия), им создан один из значительнейших памятников византийской историографии. Особенно ценна «Хронография» при изучении истории Византии в VII—VIII веках, о которых до наших дней дошло мало иных свидетельств. Рассказ начинается там, где остановился Георгий, — с 284 года, и доходит до 813 года. Сочинение претендует на всемирный охват: Феофан говорит о событиях, происходивших у персов, арабов и других варварских народов. Последующие византийские историки во многом зависели от неё: «Хронографию» цитирует Симеон Логофет, выдержки из неё приводил в трактате «Об управлении империей» Константин VII Багрянородный, опирались на неё и другие летописцы вплоть до Фёдора Скрутариота (XIII век).
Авторство «Хронографии» небесспорно. На создание огромной по объёму летописи у Феофана было лишь несколько лет: со времени смерти Синкела в 813 до ареста в 815/816 и собственной смерти в 818. Ничего не говорится о летописании в «Житии» Феофана, однако именно ему приписывают данный труд Анастасий Библиотекарь (810—878), переведший «Хронографию» на латынь, и император Константин Багрянородный (913—959).

## Публикации
- Феофан Византиец. Летопись от Диоклетиана до царей Михаила и сына его Феофилакта / Пер. В. И. Оболенского. Под ред. О. М. Бодянского // В кн.: Феофан Византиец. Летопись от Диоклетиана до царей Михаила и сына его Феофилакта. Приск Панийский. Сказания / Изд. подг. А. И. Цепков. — Рязань: Александрия, 2005. — (Византийская историческая библиотека). — ISBN 5-94460-024-1. — С. 7-434.